# Cathepsine D
La cathepsine D est une protéine appartenant à la famille des cathepsines et qui est encodée par le gène CTSD situé sur le chromosome 11 chez l'humain,.